# Cừu Romeldale

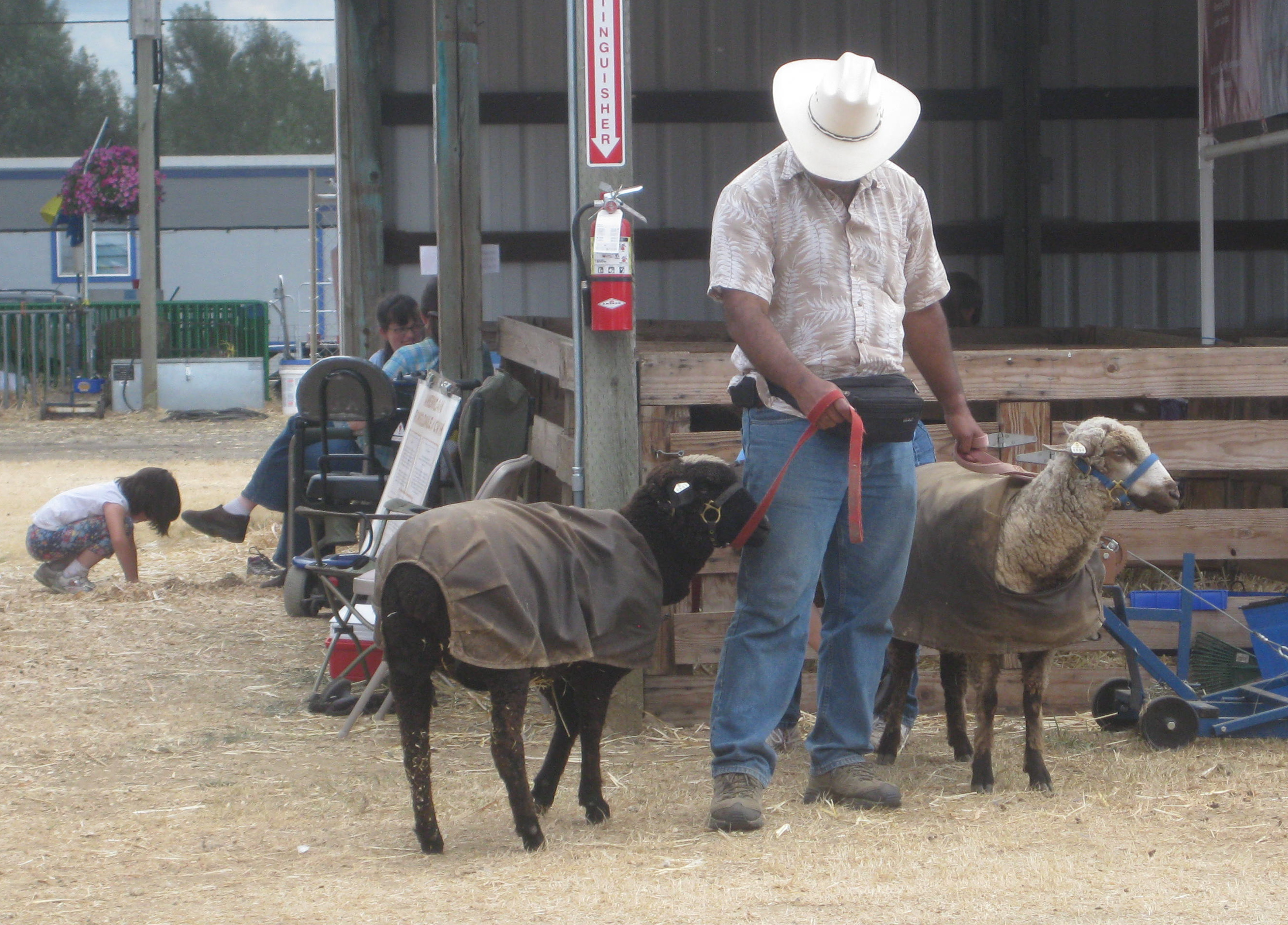
Một cặp cừu Romeldale CVM tại một hội chợ

Romeldale là một giống cừu bản địa trong nước đến Hoa Kỳ. Tên của giống này đề cập đến cừu Romney và cừu Rambouillet được lai tạo với nhau để tạo ra nó vào khoảng năm 1915. Biến thể California Variegated Mutant hoặc CVM của giống cừu này là một loại phụ hiếm gặp của giống Romeldale được biết đến với màu sắc khác thường và được coi là một dẫn xuất của Romeldale. Phần lớn các nguồn (cũng như các hiệp hội giống) đề cập đến hai nguồn liền kề với nhau như Romeldale / CVM.

## Lịch sử
Giống Romeldale được phát triển vào đầu những năm 1900 bởi A.T. Spencer, người đã vượt qua những trò rùng rợn của Romney đã được trưng bày tại Triển lãm Quốc tế Panama-Thái Bình Dương năm 1915 với đàn cừu Rambouillet của ông. Việc chăn nuôi tập trung vào sản xuất lông mềm, mịn và trọng lượng lông cừu tốt, cũng như thịt cừu với thị trường lớn đến trung bình cho thịt. Sự phát triển của Romeldale tiếp tục trong suốt những năm 1940 và 1950, nhưng một hiệp hội giống cho loài cừu Romeldale nguyên bản chưa bao giờ được hình thành và giống này phần lớn bị giới hạn ở bang California của nó.

### CVM
Glen Eidman, trong những năm 1960, đã tìm thấy một mô hình độc đáo ở một trong những con cừu cái Romeldale. Sau những lần sinh sản tiếp theo, cùng một mô hình cũng đã xuất hiện trong một trong những con đực. Sau nhiều nỗ lực và chọn lọc sinh sản của hai con cừu trên, một mẫu màu sắc phù hợp với khuôn mặt xấu xí đã được tìm thấy và giống cừu California Variegated Mutant được sinh ra. Ông Eidman nuôi cừu trong hơn 15 năm mà không bán bất kỳ con nào. Năm 1982, đàn cừu của ông Eidman gồm 75 con cừu được phân tán cho nhiều người mua khác nhau trên khắp nước Mỹ. Các trang trại khác nhau có mục tiêu sinh sản khác nhau. Vì vậy, chỉ một số ít các trang trại giữ giống thuần khiết, không lai giống chéo với các giống cừu khác.
Ngày nay, Romeldale/CVM vẫn là một giống rất hiếm, và The Livestock Conservancy liệt kê nó là quan trọng. Lông cừu mềm mại và màu sắc khác thường của CVM đặc biệt được những người làm thợ thủ công đánh giá cao.